# 寺田稔 (俳優)
寺田 稔（てらだ みのる、本名同じ、1941年4月5日 - ）は、東京都出身の俳優、演出家。身長180センチメートル。ミュンヘン大学卒業。ロコモウ所属。
　

## 人物
東京都内の高校に進学したが、ベルトルト・ブレヒトに傾倒し、演劇を学ぶために1年生の時に中退、16歳で単身西ドイツのミュンヘンへ渡った。肉体労働などのアルバイトで苦学しながらミュンヘン大学で理論を、その後、新ミュンヘン演技学校で演技を学んだ。
1968年、反戦ロックミュージカル『ヘアー』の演出家によって、準主役のバーガー役に抜擢され、ドイツ公演に出演した。翌年、川添象郎（川添象太郎）プロデュースにより日本公演が決定した際、同役で日本に招かれ、10数年ぶりに日本に帰国。これをきっかけに日本での仕事も入るようになった。しかし、当時は180センチ近くある日本人離れした体型や風貌、ドイツ仕込みの個性的な演技で、必ずしも日本人に受け入れられたとは言い難かった。
それでも1969年12月から参加した『ヘアー』東京公演自体は、約3ヶ月で観客動員11万人という大成功をおさめた。続く大阪公演も予定されていたが、直前の1970年2月26日に他の出演者と共に大麻取締法違反容疑で逮捕され公演はキャンセルされた。
西ドイツで『ヘアー』の公演中、共演者だった英国出身のマキシン・ナイチンゲールと結婚。1973年、二人の間に娘が生まれ、Langka Veva と名付けられた。一家はその後、ロンドンに移住。妻のマキシンはセッション・シンガーの仕事をしているときにプロデューサーに目にとまり、1975年にシングル「愛とは強いもの」を発表。同曲は世界各国で大ヒットとなり、1977年にはアメリカ映画『スラップ・ショット』で中心的な挿入歌として使われた。
1976年には劇団四季・日本ゼネラルアーツ提携公演のミュージカル『ジーザス・クライスト・スーパースター』にユダ（イスカリオテのユダ）役で出演。寺田含む、当時のキャストによるCDが発売されていることもあり、その独特の歌唱法や表現力で、ユダ役としての寺田を知る演劇ファンは今も多い。
その後も日本国内外で演劇に携わる仕事をしているが、日本でのテレビ出演などは数少ない。テレビドラマの初出演は、1993年の『炎立つ』が初めてであった。2000年代以降、映画で時折その姿を確認することができる。クレジットが minoru になっていることもある。
交通事故により足を亀裂骨折したのをきっかけに、日本全国で使わなくなった中古の義足を集め、アフガニスタンなどの地雷被害者に届けるボランティア活動を精力的に行っている。
2010年、東京目黒のBlues Alley で行われた、「HAIR 1969 TOKYO オリジナルキャストLIVE」のアンコールに駆けつけ、約40年ぶりに当時のキャストたちとの共演が実現した。

## 出演作品

### 舞台
- ヘアー HAIR（1968年 - 1970年） - バーガー 役
- 日曜はダメよ（イリヤ・ダーリング）（1974年）- ヨルゴ役[5]
- 三宅一生と12人の黒い女たち（1976年）※演出
- ジーザス・クライスト＝スーパースター（1976年） - ユダ 役
- The Making of the Representative for Planet 8（1988年）※演出
- スタンド・バイ・ミー（1994年） - ホッパー 役
- 熱帯祝祭劇・マウイ（1995年） - マナ 役
- コヨーテ（1995年）※演出・主演

### 映画
- 犬神家の一族（1976年） - 猿蔵 役
- 弟切草（2001年） - 階沢蒼一 役 ※minoru名義
- 化粧師 KEWAISHI（2001年） - 回想の化粧師 役 ※minoru名義
- 忍 SHINOBI（2005年） - 甲賀弾正 役

### テレビドラマ
- 炎立つ（1993年 - 1994年、NHK） - 乙那 役
- 金田一少年の事件簿（1996年、日本テレビ） - 御堂周一郎 役
- サイコメトラーEIJI（1997年、日本テレビ） - 若林教授 役